# Liste der Länderspiele der deutschen Futsalnationalmannschaft
Die nachfolgende Liste enthält alle Länderspiele der deutschen Futsalnationalmannschaft der Männer, deren Gründung der Deutsche Fußball-Bund (DFB) am 4. Dezember 2015 auf einer Präsidiumssitzung in Düsseldorf beschlossen hat. Futsal ist die einzige von der FIFA anerkannte Variante des Hallenfußballs. Während eines Trainingslehrgangs Mitte April 2016 in Tiflis bestritt die deutsche Futsalnationalmannschaft zwei inoffizielle Länderspiele gegen Georgien. Ihr erstes offizielles Länderspiel, ein Freundschaftsspiel, bestritt sie am 30. Oktober 2016 in der Inselparkhalle in Hamburg gegen England, dabei schoss Kapitän Timo Heinze das erste Tor. Ihr erstes Pflichtländerspiel bestritt die deutsche Futsalnationalmannschaft am 26. Januar 2017 im Rahmen der Qualifikation zur Europameisterschaft 2018 gegen Armenien.

## Länderspielübersicht
- Erg. = Ergebnis
- n. V. = nach Verlängerung
- i. S. = im Sechsmeterschießen
- H = Heimspiel
- A = Auswärtsspiel
- * = Spiel auf neutralem Platz
- Hintergrundfarbe grün = Sieg
- Hintergrundfarbe gelb = Unentschieden
- Hintergrundfarbe rot = Niederlage
- N = Debütant
- = Mannschaftskapitän
- = Tor
- = Eigentor
- = Verwarnung durch Gelbe Karte
- = Platzverweis durch Gelb-Rote Karte
- = Platzverweis durch Rote Karte

| Nr.               | Datum | Erg.  | Gegner      |   | Austragungsort                                                                 | Anlass                                          | Bemerkungen |
| ----------------- | --- | ----- | ----------- | - | ------------------------------------------------------------------------------ | ----------------------------------------------- | --- |
| 00–               | 16.04.2016 | 0:04  | Georgien    | A | Olimpʼiuri sasakhle, Tiflis, Georgien                                          | Trainingsspiel                                  | inoffizielles Länderspiel 1 |
| 00–               | Aufstellung: Roman Heinrich, Marco Pohl, Pavlos Wiegels – Timo di Giorgio, Durim Elezi, Daniel Fredel, Lennart Hartmann, Timo Heinze , Niclas Hoffmans, Sandro Jurado García, Nils Klems, Michael Meyer, Kevin Reinhardt, Christoph Rüschenpöhler, Muhammet Sözer, Stefan Winkel                                                                                       |       |             |   |                                                                                |                                                 | |
| 00–               | 17.04.2016 | 0:05  | Georgien    | A | Olimpʼiuri sasakhle, Tiflis, Georgien                                          | Trainingsspiel                                  | inoffizielles Länderspiel 1 |
| 00–               | Aufstellung: Roman Heinrich, Marco Pohl, Pavlos Wiegels – Timo di Giorgio, Durim Elezi, Daniel Fredel, Lennart Hartmann, Timo Heinze , Niclas Hoffmans, Sandro Jurado García, Nils Klems, Michael Meyer, Kevin Reinhardt, Christoph Rüschenpöhler, Muhammet Sözer, Stefan Winkel                                                                                       |       |             |   |                                                                                |                                                 | |
| 001               | 30.10.2016 | 50:03 | England     | H | Inselparkhalle, Hamburg, Deutschland                                           | Freundschaftsspiel                              | Erstes Länderspiel unter Bundestrainer Paul Schomann                                                                                   |
| 001               | Aufstellung: Yalçın Ceylani N, Pavlos Wiegels N – Christopher Wittig N , Stefan Winkel N, Eduard Nickel N , Daniel Fredel N, Timo Heinze N , Timo di Giorgio N , Saboor Khalili N, Lennart Hartmann N , Michael Meyer N , Nils Klems N, Adam Fiedler N, Durim Elezi N                                                                                                  |       |             |   |                                                                                |                                                 | |
| 002               | 01.11.2016 | 30:03 | England     | H | Inselparkhalle, Hamburg, Deutschland                                           | Freundschaftsspiel                              | |
| 002               | Aufstellung: Yalçın Ceylani, Pavlos Wiegels – Stefan Winkel , Eduard Nickel, Daniel Fredel , Timo di Giorgio , Saboor Khalili, Michael Meyer, Danijel Majdančević N, Nils Klems , Tim Baumer N, Adam Fiedler, Christoph Rüschenpöhler N, Durim Elezi |       |             |   |                                                                                |                                                 | |
| 003               | 26.01.2017 | 30:05 | Armenien    | * | Zemgales Olimpiskais centrs, Jelgava, Lettland                                 | Futsal-Europameisterschaft 2018 / Qualifikation | |
| 003               | Aufstellung: Yalçın Ceylani, Pavlos Wiegels – Christopher Wittig, Stefan Winkel , Eduard Nickel, Muhammet Sözer N, Timo Heinze , Timo di Giorgio , Saboor Khalili, Marc-Philipp Nebgen N, Michael Meyer, Durim Elezi , Adam Fiedler, Nils Klems |       |             |   |                                                                                |                                                 | |
| 004               | 27.01.2017 | 30:03 | Lettland    | A | Zemgales Olimpiskais centrs, Jelgava, Lettland                                 | Futsal-Europameisterschaft 2018 / Qualifikation | |
| 004               | Aufstellung: Yalçın Ceylani, Pavlos Wiegels – Christopher Wittig, Stefan Winkel , Eduard Nickel, Muhammet Sözer , Timo Heinze , Timo di Giorgio , Saboor Khalili, Marc-Philipp Nebgen, Michael Meyer , Durim Elezi , Adam Fiedler, Nils Klems |       |             |   |                                                                                |                                                 | |
| 005               | 29.01.2017 | 50:04 | Estland     | * | Zemgales Olimpiskais centrs, Jelgava, Lettland                                 | Futsal-Europameisterschaft 2018 / Qualifikation | Letztes Länderspiel unter Bundestrainer Paul Schomann                                                                                  |
| 005               | Aufstellung: Yalçın Ceylani, Pavlos Wiegels – Christopher Wittig, Stefan Winkel , Eduard Nickel , Muhammet Sözer, Timo Heinze , Timo di Giorgio, Saboor Khalili, Marc-Philipp Nebgen, Michael Meyer, Durim Elezi , Adam Fiedler , Nils Klems |       |             |   |                                                                                |                                                 | |
| 006               | 10.09.2017 | 30:02 | Türkei      | H | ratiopharm-Arena, Neu-Ulm, Deutschland                                         | DFB-Futsal-4-Nationen-Cup                       | Erstes Länderspiel unter Bundestrainer Marcel Loosveld                                                                                 |
| 006               | Aufstellung: Pavlos Wiegels, Rainer Schreiber-Fernández N – Christopher Wittig , Stefan Winkel, Niclas Hoffmans N, Florian Kliegel N , Timo Heinze , Timo di Giorgio, Sandro Jurado García N, Nico-Florian Zankl N, Vidoje Matić N, Danijel Šuntić N , Jonas Hoffmann N, Muhammet Sözer                                                                                |       |             |   |                                                                                |                                                 | |
| 007               | 11.09.2017 | 50:10 | Belgien     | H | ratiopharm-Arena, Neu-Ulm, Deutschland                                         | DFB-Futsal-4-Nationen-Cup                       | |
| 007               | Aufstellung: Rainer Schreiber-Fernández, Pavlos Wiegels – Timo di Giorgio , Timo Heinze , Jonas Hoffmann , Niclas Hoffmans, Sandro Jurado García, Vidoje Matić, Michael Meyer, Muhammet Sözer , Danijel Šuntić, Stefan Winkel , Christopher Wittig, Nico-Florian Zankl                                                                                                 |       |             |   |                                                                                |                                                 | |
| 008               | 25.09.2017 | 0:04  | Slowenien   | A | Športna dvorana Tabor, Maribor, Slowenien                                      | Freundschaftsspiel                              | |
| 008               | Aufstellung: Pavlos Wiegels, Rainer Schreiber-Fernández – Christopher Wittig, Luca Piga N, Niclas Hoffmans, Florian Kliegel, Timo Heinze , Timo di Giorgio , Sandro Jurado García, Durim Elezi, Danijel Šuntić, Jonas Hoffmann, Muhammet Sözer |       |             |   |                                                                                |                                                 | |
| 009               | 26.09.2017 | 10:05 | Slowenien   | A | Športna dvorana Kidričevo, Kidričevo, Slowenien                                | Freundschaftsspiel                              | |
| 009               | Aufstellung: Pavlos Wiegels , Rainer Schreiber-Fernández – Christopher Wittig, Luca Piga, Niclas Hoffmans , Florian Kliegel, Timo Heinze , Timo di Giorgio, Sandro Jurado García , Durim Elezi, Danijel Šuntić, Jonas Hoffmann, Muhammet Sözer |       |             |   |                                                                                |                                                 | |
| 010               | 03.12.2017 | 20:13 | Tschechien  | A | Sportovní hala města Plzně, Pilsen, Tschechien                                 | Freundschaftsspiel                              | |
| 010               | Aufstellung: Pavlos Wiegels, Rainer Schreiber-Fernández – Durim Elezi, Stefan Winkel, Niclas Hoffmans, Florian Kliegel , Timo Heinze , Timo di Giorgio, Sandro Jurado García, Nico-Florian Zankl, Luca Piga , Danijel Šuntić, Jonas Hoffmann, Muhammet Sözer |       |             |   |                                                                                |                                                 | |
| 011               | 05.12.2017 | 20:05 | Tschechien  | H | BallsportArena Dresden, Dresden, Deutschland                                   | Freundschaftsspiel                              | |
| 011               | Aufstellung: Pavlos Wiegels, Rainer Schreiber-Fernández – Durim Elezi , Stefan Winkel, Niclas Hoffmans, Tim Baumer, Timo Heinze , Timo di Giorgio , Sandro Jurado García, Nico-Florian Zankl, Luca Piga, Danijel Šuntić , Jonas Hoffmann, Muhammet Sözer |       |             |   |                                                                                |                                                 | |
| 012               | 31.03.2018 | 20:03 | Dänemark    | A | Gentoftehallen, Gentofte, Dänemark                                             | Freundschaftsspiel                              | |
| 012               | Aufstellung: Philipp Pless N, Rainer Schreiber-Fernández, Pavlos Wiegels – Niclas Hoffmans, Jilo Hirosawa N, Stefan Winkel, Aytürk Geçim N, Timo Heinze , Christopher Wittig, Sandro Jurado García, Nico-Florian Zankl , Danijel Šuntić, Jonas Hoffmann, Muhammet Sözer                                                                                                |       |             |   |                                                                                |                                                 | |
| 013               | 01.04.2018 | 20:05 | Dänemark    | A | Gentoftehallen, Gentofte, Dänemark                                             | Freundschaftsspiel                              | |
| 013               | Aufstellung: Pavlos Wiegels, Rainer Schreiber-Fernández, Philipp Pless – Niclas Hoffmans, Jilo Hirosawa, Stefan Winkel , Aytürk Geçim, Timo Heinze , Christopher Wittig , Sandro Jurado García, Nico-Florian Zankl , Danijel Šuntić, Jonas Hoffmann, Muhammet Sözer |       |             |   |                                                                                |                                                 | |
| 014               | 24.09.2018 | 20:04 | Georgien    | H | edel-optics.de Arena, Hamburg, Deutschland                                     | Freundschaftsspiel                              | |
| 014               | Aufstellung: Marco Pohl N, Philipp Pless – Christopher Wittig, Stefan Winkel, Jonas Hoffmann, Timo Heinze , Vidoje Matić, Michael Meyer, Muhammet Sözer, Jilo Hirosawa, Aytürk Geçim, Onur Sağlam N , Eike Thiemann N, Lukas Sepp N |       |             |   |                                                                                |                                                 | |
| 015               | 25.09.2018 | 10:03 | Georgien    | H | Sporthalle Wandsbek, Hamburg, Deutschland                                      | Freundschaftsspiel                              | |
| 015               | Aufstellung: Philipp Pless , Rainer Schreiber-Fernández – Christopher Wittig , Jonas Hoffmann, Timo Heinze , Vidoje Matić, Michael Meyer, Muhammet Sözer, Jilo Hirosawa, Aytürk Geçim, Onur Sağlam, Eike Thiemann, Florian Kliegel, Lukas Sepp |       |             |   |                                                                                |                                                 | |
| 016               | 24.10.2018 | 0:0   | Japan       | H | Sportschule Wedau, Duisburg, Deutschland                                       | Freundschaftsspiel                              | |
| 016               | Aufstellung: Pavlos Wiegels, Philipp Pless – Christopher Wittig, Jonas Hoffmann, Timo Heinze , Vidoje Matić, Michael Meyer, Muhammet Sözer, Jilo Hirosawa, Aytürk Geçim, Hakan Erdem N, Jonathan Baur N, Lukas Sepp, Sandro Jurado García |       |             |   |                                                                                |                                                 | |
| 017               | 26.10.2018 | 0:02  | Japan       | H | CASTELLO Düsseldorf, Düsseldorf, Deutschland                                   | Freundschaftsspiel                              | |
| 017               | Aufstellung: Philipp Pless, Rainer Schreiber-Fernández – Christopher Wittig, Jonas Hoffmann , Timo Heinze , Vidoje Matić, Michael Meyer, Muhammet Sözer, Jilo Hirosawa, Aytürk Geçim, Onur Sağlam, Hakan Erdem, Jonathan Baur, Lukas Sepp |       |             |   |                                                                                |                                                 | |
| 018               | 01.12.2018 | 40:03 | Schweiz     | A | Mobiliar-Arena, Muri bei Bern, Schweiz                                         | Freundschaftsspiel                              | |
| 018               | Aufstellung: Pavlos Wiegels, Philipp Pless – Christopher Wittig , Niclas Hoffmans, Jonas Hoffmann , Timo Heinze , Vidoje Matić, Michael Meyer , Muhammet Sözer , Aytürk Geçim, Hakan Erdem, Philipp Ropers N, Jonathan Baur, Lukas Sepp |       |             |   |                                                                                |                                                 | |
| 019               | 03.12.2018 | 20:01 | Schweiz     | H | SCHARRena, Stuttgart, Deutschland                                              | Freundschaftsspiel                              | |
| 019               | Aufstellung: Pavlos Wiegels, Philipp Pless – Christopher Wittig, Jonas Hoffmann, Timo Heinze , Vidoje Matić, Manuel Fischer N, Michael Meyer, Muhammet Sözer, Jilo Hirosawa , Hakan Erdem, Philipp Ropers, Jonathan Baur, Lukas Sepp |       |             |   |                                                                                |                                                 | |
| 020               | 30.01.2019 | 10:05 | Georgien    | A | Olimpʼiuri sasakhle, Tiflis, Georgien                                          | Futsal-Weltmeisterschaft 2021 / Qualifikation\| | |
| 020               | Aufstellung: Pavlos Wiegels, Philipp Pless – Christopher Wittig, Michel Schnitzerling N, Niclas Hoffmans, Jonas Hoffmann, Timo Heinze , Manuel Fischer, Michael Meyer, Lukas Sepp, Muhammet Sözer , Jilo Hirosawa, Onur Sağlam, Hakan Erdem |       |             |   |                                                                                |                                                 | |
| 021               | 31.01.2019 | 50:02 | Dänemark    | * | Olimpʼiuri sasakhle, Tiflis, Georgien                                          | Futsal-Weltmeisterschaft 2021 / Qualifikation   | |
| 021               | Aufstellung: Pavlos Wiegels, Philipp Pless – Christopher Wittig, Michel Schnitzerling, Niclas Hoffmans, Jonas Hoffmann , Timo Heinze , Manuel Fischer, Michael Meyer, Lukas Sepp, Muhammet Sözer , Jilo Hirosawa, Onur Sağlam , Hakan Erdem |       |             |   |                                                                                |                                                 | |
| 022               | 02.02.2019 | 20:02 | Israel      | * | Sportpalast Tiflis, Tiflis, Georgien                                           | Futsal-Weltmeisterschaft 2021 / Qualifikation   | |
| 022               | Aufstellung: Philipp Pless, Pavlos Wiegels – Hakan Erdem, Manuel Fischer, Timo Heinze , Jilo Hirosawa, Jonas Hoffmann, Niclas Hoffmans, Michael Meyer, Onur Sağlam, Michel Schnitzerling, Lukas Sepp, Muhammet Sözer, Christopher Wittig |       |             |   |                                                                                |                                                 | |
| 023               | 12.04.2019 | 20:02 | Österreich  | A | Bundessport- und Freizeitzentrum Südstadt (BSFZ), Maria Enzersdorf, Österreich | Freundschaftsspiel                              | |
| 023               | Aufstellung: Philipp Pless, Pavlos Wiegels – Jonathan Baur, Mason Billerbeck N, Manuel Fischer , Jilo Hirosawa , Sandro Jurado García, Michael Meyer , Elias Saad N, Michel Schnitzerling, Lukas Sepp, Mert Sipahi N, Muhammet Sözer, Christopher Wittig |       |             |   |                                                                                |                                                 | |
| 024               | 14.04.2019 | 20:02 | Österreich  | A | Bundessport- und Freizeitzentrum Südstadt (BSFZ), Maria Enzersdorf, Österreich | Freundschaftsspiel                              | |
| 024               | Aufstellung: Philipp Pless, Pavlos Wiegels – Jonathan Baur, Mason Billerbeck, Manuel Fischer, Malik Hadžiavdić N, Jilo Hirosawa , Michael Meyer, Elias Saad , Michel Schnitzerling, Lukas Sepp, Mert Sipahi, Muhammet Sözer, Christopher Wittig |       |             |   |                                                                                |                                                 | |
| 025               | 20.09.2019 | 20:02 | England     | A | St. George’s Park National Football Centre, Burton upon Trent, England         | Freundschaftsspiel                              | |
| 025               | Aufstellung: Jean-Michel Göde N, Philipp Pless – Jonathan Baur, Timo Heinze , Jilo Hirosawa, Jonas Hoffmann, Michael Meyer , Elias Saad, Onur Sağlam, Michel Schnitzerling, Lukas Sepp, Mert Sipahi, Muhammet Sözer , Christopher Wittig |       |             |   |                                                                                |                                                 | |
| 026               | 21.09.2019 | 20:02 | England     | A | St. George’s Park National Football Centre, Burton upon Trent, England         | Freundschaftsspiel                              | |
| 026               | Aufstellung: Jean-Michel Göde, Philipp Pless – Fouad Aghnima N, Jonathan Baur, Malik Hadžiavdić, Timo Heinze , Jonas Hoffmann, Michael Meyer, Elias Saad, Onur Sağlam, Lukas Sepp, Mert Sipahi, Muhammet Sözer , Christopher Wittig |       |             |   |                                                                                |                                                 | |
| 027               | 23.09.2019 | 30:02 | Schweden    | A | Brinova Arena, Karlskrona, Schweden                                            | Freundschaftsspiel                              | |
| 027               | Aufstellung: Philipp Pless, Pavlos Wiegels – Fouad Aghnima, Jonathan Baur, Timo Heinze , Jilo Hirosawa , Jonas Hoffmann , Michael Meyer, Onur Sağlam , Michel Schnitzerling, Lukas Sepp, Mert Sipahi, Muhammet Sözer, Christopher Wittig |       |             |   |                                                                                |                                                 | |
| 028               | 24.09.2019 | 40:06 | Schweden    | A | Brinova Arena, Karlskrona, Schweden                                            | Freundschaftsspiel                              | |
| 028               | Aufstellung: Jean-Michel Göde, Philipp Pless, Pavlos Wiegels – Fouad Aghnima, Malik Hadžiavdić , Timo Heinze , Jilo Hirosawa, Jonas Hoffmann , Michael Meyer, Michel Schnitzerling, Lukas Sepp, Mert Sipahi, Muhammet Sözer , Christopher Wittig |       |             |   |                                                                                |                                                 | |
| 029               | 24.10.2019 | 0:03  | Tschechien  | * | Viseu Arena, Viseu, Portugal                                                   | Futsal-Weltmeisterschaft 2021 / Qualifikation   | |
| 029               | Aufstellung: Philipp Pless , Pavlos Wiegels – Jonathan Baur, Malik Hadžiavdić, Timo Heinze , Jilo Hirosawa, Jonas Hoffmann, Michael Meyer, Onur Sağlam, Michel Schnitzerling, Lukas Sepp, Mert Sipahi, Muhammet Sözer , Christopher Wittig |       |             |   |                                                                                |                                                 | |
| 030               | 25.10.2019 | 0:05  | Portugal    | A | Viseu Arena, Viseu, Portugal                                                   | Futsal-Weltmeisterschaft 2021 / Qualifikation   | |
| 030               | Aufstellung: Philipp Pless, Pavlos Wiegels – Jonathan Baur , Malik Hadžiavdić , Timo Heinze , Jilo Hirosawa, Jonas Hoffmann, Michael Meyer, Onur Sağlam, Michel Schnitzerling, Lukas Sepp, Mert Sipahi, Muhammet Sözer, Christopher Wittig |       |             |   |                                                                                |                                                 | |
| 031               | 27.10.2019 | 20:07 | Lettland    | * | Viseu Arena, Viseu, Portugal                                                   | Futsal-Weltmeisterschaft 2021 / Qualifikation   | |
| 031               | Aufstellung: Philipp Pless, Pavlos Wiegels – Jonathan Baur, Malik Hadžiavdić, Timo Heinze , Jilo Hirosawa, Jonas Hoffmann, Michael Meyer, Onur Sağlam, Michel Schnitzerling, Lukas Sepp, Mert Sipahi, Muhammet Sözer , Christopher Wittig |       |             |   |                                                                                |                                                 | |
| 032               | 29.01.2020 | 10:03 | Georgien    | A | Sportpalast Tiflis, Tiflis, Georgien                                           | Futsal-Europameisterschaft 2022 / Qualifikation | |
| 032               | Aufstellung: Philipp Pless , Pavlos Wiegels – Ian-Prescott Claus N, Manuel Fischer , Mathias Franke N, Alexander Günter N, Jonas Hoffmann, Michael Meyer, Onur Sağlam, Michel Schnitzerling, Mert Sipahi , Muhammet Sözer, Alexander Weber N, Christopher Wittig |       |             |   |                                                                                |                                                 | |
| 033               | 30.01.2020 | 80:04 | Kosovo      | * | Sportpalast Tiflis, Tiflis, Georgien                                           | Futsal-Europameisterschaft 2022 / Qualifikation | |
| 033               | Aufstellung: Philipp Pless, Pavlos Wiegels – Ian-Prescott Claus, Manuel Fischer, Mathias Franke, Alexander Günter, Jonas Hoffmann , Michael Meyer , Onur Sağlam , Michel Schnitzerling, Mert Sipahi, Muhammet Sözer , Alexander Weber, Christopher Wittig |       |             |   |                                                                                |                                                 | |
| 034               | 01.02.2020 | 40:03 | Österreich  | * | Sportpalast Tiflis, Tiflis, Georgien                                           | Futsal-Europameisterschaft 2022 / Qualifikation | |
| 034               | Aufstellung: Philipp Pless, Pavlos Wiegels – Ian-Prescott Claus , Manuel Fischer, Mathias Franke, Alexander Günter, Jonas Hoffmann, Michael Meyer , Onur Sağlam , Michel Schnitzerling, Mert Sipahi, Muhammet Sözer, Alexander Weber, Christopher Wittig |       |             |   |                                                                                |                                                 | |
| 035               | 14.09.2020 | 10:03 | Niederlande | A | KNVB Campus, Zeist, Niederlande                                                | Freundschaftsspiel                              | |
| 035               | Aufstellung: Pavlos Wiegels, Philipp Pless, Jean-Michel Glöde – Manuel Fischer, Christopher Wittig, Mathias Franke, Onur Saglam, Alexander Günter , Fabian Schulz, Mert Sipahi, Lukas Sepp, Fouad Aghnima, David Lucksch |       |             |   |                                                                                |                                                 | |
| 036               | 06.11.2020 | 20:04 | Schweiz     | A | GoEasy Arena, Siggenthal, Schweiz                                              | Futsal-Europameisterschaft 2022 / Qualifikation | Das Spiel sollte ursprünglich am 11. April 2020 stattfinden, wurde aber aufgrund der COVID-19-Pandemie in Europa von der UEFA verlegt. |
| 036               | Aufstellung: Pavlos Wiegels, Philipp Pless – Christopher Wittig , Ian-Prescott Claus, Manuel Fischer , Michael Meyer, Muhammet Sözer, Jilo Hirosawa, Fabian Schulz, Onur Saglam , Alexander Günter, Mert Sipahi, Nico-Florian Zankl, Fouad Aghnima |       |             |   |                                                                                |                                                 | |
| 037               | 09.11.2020 | 50:03 | Schweiz     | H | MHPArena, Ludwigsburg, Deutschland                                             | Futsal-Europameisterschaft 2022 / Qualifikation | Das Spiel sollte ursprünglich am 14. April 2020 stattfinden, wurde aber aufgrund der COVID-19-Pandemie in Europa von der UEFA verlegt. |
| 037               | Aufstellung: Pavlos Wiegels, Philipp Pless – Christopher Wittig , Mathias Franke, Ian-Prescott Claus, Manuel Fischer, Michael Meyer , Muhammet Sözer, Jilo Hirosawa, Onur Saglam , Alexander Günter, Mert Sipahi , Nico-Florian Zankl , Fouad Aghnima |       |             |   |                                                                                |                                                 | |
| 038               | 18.09.2021 | 30:02 | Wales       | H | CASTELLO Düsseldorf, Düsseldorf, Deutschland                                   | Freundschaftsspiel                              | |
| 038               | Aufstellung: Philipp Pless – Christopher Wittig , Suad Ak N, Vidoje Matić, Manuel Fischer , Michael Meyer , Lukas Sepp, Muhammet Sözer, Malik Hadžiavdić, Philipp Ropers, Mert Sipahi, Fedor Brack N, Fouad Aghnima |       |             |   |                                                                                |                                                 | |
| 039               | 19.09.2021 | 70:04 | Wales       | H | CASTELLO Düsseldorf, Düsseldorf, Deutschland                                   | Freundschaftsspiel                              | |
| 039               | Aufstellung: Pavlos Wiegels, Jean-Michel Göde – Christopher Wittig , Suad Ak, Vidoje Matić , Manuel Fischer , Michael Meyer, Lukas Sepp, Muhammet Sözer, Malik Hadžiavdić , Philipp Ropers, Fabian Schulz , Sid Ziskin N, Fedor Brack |       |             |   |                                                                                |                                                 | |
| 040               | 14.11.2021 | 30:04 | Schweden    | H | CASTELLO Düsseldorf, Düsseldorf, Deutschland                                   | Sportstadt Düsseldorf Futsal-Cup                | |
| 040               | Aufstellung: Pavlos Wiegels, Philipp Pless – Christopher Wittig, Suad Ak , Dennis Öztürk, Vidoje Matić , Manuel Fischer, Michael Meyer, Muhammet Sözer, Malik Hadžiavdić, Tarik Hadžiavdić, Onur Saglam, Mert Sipahi, Fouad Aghnima |       |             |   |                                                                                |                                                 | |
| 041               | 16.11.2021 | 30:03 | Moldau      | H | CASTELLO Düsseldorf, Düsseldorf, Deutschland                                   | Sportstadt Düsseldorf Futsal-Cup                | |
| 041               | Aufstellung: Philipp Pless, Pavlos Wiegels – Christopher Wittig, Manuel Fischer , Michael Meyer , Onur Saglam , Suad Ak , Dennis Öztürk, Vidoje Matić, Muhammet Sözer, Malik Hadžiavdić, Mert Sipahi, Tarik Hadžiavdić, Fouad Aghnima |       |             |   |                                                                                |                                                 | |
| 042               | 16.12.2021 | 20:04 | Belgien     | * | KNVB Campus, Zeist, Niederlande                                                | DFB-Futsal-4-Nationen-Cup                       | |
| 042               | Aufstellung: Philipp Pless, Christian de Groodt – Christopher Wittig, Gabriel Francisco de Oliveira Costa N , Malik Hadžiavdić, Fabian Schulz , Suad Ak, Vidoje Matić, Muhammet Sözer, Aytürk Geçim, Mert Sipahi, Tarik Hadžiavdić, Fouad Aghnima |       |             |   |                                                                                |                                                 | |
| 043               | 18.12.2021 | 40:06 | Niederlande | A | KNVB Campus, Zeist, Niederlande                                                | DFB-Futsal-4-Nationen-Cup                       | |
| 043               | Aufstellung: Pavlos Weigels, Philipp Pless – Christopher Wittig, Suad Ak, Vidoje Matić, Gabriel Francisco de Oliveira Costa, Muhammet Sözer, Malik Hadžiavdić, Aytürk Geçim , Mert Sipahi , Fabian Schulz ,Tarik Hadžiavdić, Fouad Aghnima |       |             |   |                                                                                |                                                 | |
| 044               | 19.12.2021 | 30:07 | Frankreich  | * | KNVB Campus, Zeist, Niederlande                                                | DFB-Futsal-4-Nationen-Cup                       | |
| 044               | Aufstellung: Philipp Pless, Christian de Groodt – Christopher Wittig , Suad Ak, Vidoje Matić, Gabriel Francisco de Oliveira Costa, Muhammet Sözer, Malik Hadžiavdić, Aytürk Geçim, Mert Sipahi , Fabian Schulz, Tarik Hadžiavdić, Fedor Brack, Fouad Aghnima |       |             |   |                                                                                |                                                 | |
| 045               | 22.01.2022 | 10:03 | Tschechien  | H | HOT-Sportzentrum, Hohenstein-Ernstthal, Deutschland                            | Freundschaftsspiel                              | |
| 045               | Aufstellung: Philipp Pless, Pavlos Wiegels – Christopher Wittig, Michael Meyer , Malik Hadžiavdić, Mert Sipahi, Suad Ak, Vidoje Matić, Ian-Prescott Claus, Muhammet Sözer , Aytürk Geçim, Fabian Schulz, Sid Ziskin, Fouad Aghnima |       |             |   |                                                                                |                                                 | |
| 046               | 23.01.2022 | 40:07 | Tschechien  | H | HOT-Sportzentrum, Hohenstein-Ernstthal, Deutschland                            | Freundschaftsspiel                              | |
| 046               | Aufstellung: Pavlos Wiegels – Christopher Wittig , Ian-Prescott Claus , Michael Meyer , Aytürk Geçim , Sid Ziskin, Fouad Aghnima |       |             |   |                                                                                |                                                 | |
| 047               | 06.04.2022 | 80:0  | Gibraltar   | H | CU-Arena, Hamburg, Deutschland                                                 | Futsal-Weltmeisterschaft 2024 / Qualifikation   | |
| 047               | Aufstellung: Philipp Pless, Pavlos Wiegels – Christopher Wittig , Suad Ak, Vidoje Matić , Ian-Prescott Claus, Michael Meyer , Muhammet Sözer, Onur Saglam , Malik Hadžiavdić, Aytürk Geçim , Gabriel Francisco de Oliveira Costa, Fouad Aghnima , Fabian Schulz |       |             |   |                                                                                |                                                 | |
| 048               | 07.04.2022 | 50:0  | San Marino  | H | CU-Arena, Hamburg, Deutschland                                                 | Futsal-Weltmeisterschaft 2024 / Qualifikation   | |
| 048               | Aufstellung: Pavlos Wiegels, Philipp Pless – Christopher Wittig , Suad Ak, Vidoje Matić, Ian-Prescott Claus, Muhammet Sözer , Onur Saglam, Malik Hadžiavdić, Aytürk Geçim, Gabriel Francisco de Oliveira Costa , Fouad Aghnima , Michael Meyer , Fabian Schulz |       |             |   |                                                                                |                                                 | |
| 049               | 09.04.2022 | 30:03 | Montenegro  | H | CU-Arena, Hamburg, Deutschland                                                 | Futsal-Weltmeisterschaft 2024 / Qualifikation   | |
| 049               | Aufstellung: Philipp Pless, Pavlos Wiegels – Christopher Wittig , Suad Ak , Vidoje Matić, Ian-Prescott Claus, Muhammet Sözer , Malik Hadžiavdić, Aytürk Geçim, Fabian Schulz, Gabriel Francisco de Oliveira Costa, Fouad Aghnima, Michael Meyer , Onur Saglam |       |             |   |                                                                                |                                                 | |
| 050               | 13.09.2022 | 60:04 | Dänemark    | * | Sandarhallen, Sandefjord, Norwegen                                             | DFB-Futsal-4-Nationen-Cup                       | |
| 050               | Aufstellung: Philipp Pless, Christian de Groodt – Christopher Wittig , Suad Ak , Dennis Öztürk, Vidoje Matić, Gabriel Francisco de Oliveira Costa , Muhammet Sözer , Malik Hadžiavdić, Aytürk Geçim, Mert Sipahi, Luis Guilherme Drees Rodrigues N , Fabian Schulz , Fouad Aghnima                                                                                     |       |             |   |                                                                                |                                                 | |
| 051               | 14.09.2022 | 20:02 | Norwegen    | A | Sandarhallen, Sandefjord, Norwegen                                             | DFB-Futsal-4-Nationen-Cup                       | |
| 051               | Aufstellung: Pavlos Wiegels, Philipp Pless, Christian de Groodt – Christopher Wittig, Suad Ak, Dennis Öztürk , Vidoje Matić, Michael Meyer, Muhammet Sözer, Aytürk Geçim, Mert Sipahi, Luis Guilherme Drees Rodrigues, Fabian Schulz, Sid Ziskin, Kadir Sentürk N, Kim Herterich N, Gabriel Francisco de Oliveira Costa, Fouad Aghnima , Lukas Sepp , Malik Hadžiavdić |       |             |   |                                                                                |                                                 | |
| 052               | 16.09.2022 | 20:04 | Schweden    | * | Sandarhallen, Sandefjord, Norwegen                                             | DFB-Futsal-4-Nationen-Cup                       | |
| 052               | Aufstellung: Pavlos Wiegels, Philipp Pless – Dennis Öztürk , Vidoje Matić, Kadir Sentürk, Muhammet Sözer, Aytürk Geçim , Fabian Schulz, Sid Ziskin, Christopher Wittig, Fouad Aghnima, Gabriel Francisco de Oliveira Costa, Malik Hadžiavdić, Luis Guilherme Drees Rodrigues                                                                                           |       |             |   |                                                                                |                                                 | |
| 053               | 17.09.2022 | 10:04 | Dänemark    | * | Sandarhallen, Sandefjord, Norwegen                                             | DFB-Futsal-4-Nationen-Cup                       | |
| 053               | Aufstellung: Philipp Pless , Pavlos Wiegels – Christopher Wittig , Suad Ak, Dennis Öztürk, Vidoje Matić, Muhammet Sözer, Luis Guilherme Drees Rodrigues, Malik Hadžiavdić, Kadir Sentürk, Gabriel Francisco de Oliveira Costa , Fouad Aghnima , Fabian Schulz, Kim Herterich                                                                                           |       |             |   |                                                                                |                                                 | |
| 054               | 05.10.2022 | 10:05 | Lettland    | A | Zemgales Olimpiskais centrs, Jelgava, Lettland                                 | Futsal-Weltmeisterschaft 2024 / Qualifikation   | |
| 054               | Aufstellung: Philipp Pless, Pavlos Wiegels – Christopher Wittig , Gabriel Francisco de Oliveira Costa , Michael Meyer, Luis Guilherme Drees Rodrigues, Suad Ak, Dennis Öztürk, Vidoje Matić, Muhammet Sözer, Malik Hadžiavdić , Mert Sipahi, Fabian Schulz, Fouad Aghnima                                                                                              |       |             |   |                                                                                |                                                 | |
| 055               | 12.10.2022 | 10:01 | Slowakei    | H | BallsportArena Dresden, Dresden, Deutschland                                   | Futsal-Weltmeisterschaft 2024 / Qualifikation   | |
| 055               | Aufstellung: Pavlos Wiegels, Philipp Pless – Christopher Wittig , Gabriel Francisco de Oliveira Costa , Muhammet Sözer, Luis Guilherme Drees Rodrigues, Suad Ak, Dennis Öztürk, Vidoje Matić, Michael Meyer, Malik Hadžiavdić, Mert Sipahi, Fabian Schulz, Fouad Aghnima                                                                                               |       |             |   |                                                                                |                                                 | |
| 056               | 09.11.2022 | 0:0   | Slowakei    | A | Športová Hala, Levice, Slowakei                                                | Futsal-Weltmeisterschaft 2024 / Qualifikation   | |
| 056               | Aufstellung: Pavlos Wiegels, Philipp Pless – Christopher Wittig , Suad Ak, Dennis Öztürk, Vidoje Matić, Michael Meyer, Malik Hadžiavdić, Aytürk Geçim, Fabian Schulz, Gabriel Francisco de Oliveira Costa, Fouad Aghnima, Muhammet Sözer, Luis Guilherme Drees Rodrigues                                                                                               |       |             |   |                                                                                |                                                 | |
| 057               | 21.02.2023 | 40:03 | Niederlande | A | KNVB Campus, Zeist, Niederlande                                                | Freundschaftsspiel                              | |
| 057               | Aufstellung: Pavlos Wiegels, Philipp Pless, Christian de Groodt – Christopher Wittig , Suad Ak , Dennis Öztürk, Vidoje Matić, Gabriel Francisco de Oliveira Costa, Michael Meyer , Muhammet Sözer , Malik Hadžiavdić, Onur Saglam, Luis Guilherme Drees Rodrigues , Maximilian Grünberg N, Davud Vehab N                                                               |       |             |   |                                                                                |                                                 | |
| 058               | 03.03.2023 | 30:01 | Lettland    | H | Seidensticker Halle, Bielefeld, Deutschland                                    | Futsal-Weltmeisterschaft 2024 / Qualifikation   | |
| 058               | Aufstellung: Pavlos Wiegels, Philipp Pless – Christopher Wittig , Suad Ak, Vidoje Matić, Michael Meyer, Davud Vehab, Muhammet Sözer , Malik Hadžiavdić, Onur Saglam, Fabian Schulz, Maximilian Grünberg, Gabriel Francisco de Oliveira Costa, Luis Guilherme Drees Rodrigues                                                                                           |       |             |   |                                                                                |                                                 | |
| 059               | 14.04.2023 | 40:02 | Schweden    | A | Gavlehofshallen, Gävle, Schweden                                               | Futsal-Weltmeisterschaft 2024 / Qualifikation   | |
| 059               | Aufstellung: Pavlos Wiegels – Christopher Wittig , Gabriel Francisco de Oliveira Costa, Muhammet Sözer, Onur Saglam, Maximilian Grünberg, Suad Ak , Vidoje Matić, Michael Meyer , Davud Vehab, Luis Guilherme Drees Rodrigues , Kim Herterich |       |             |   |                                                                                |                                                 | |
| 060               | 18.04.2023 | 40:02 | Schweden    | H | EWS Arena, Göppingen, Deutschland                                              | Futsal-Weltmeisterschaft 2024 / Qualifikation   | |
| 060               | Aufstellung: Pavlos Wiegels, Philipp Pless – Christopher Wittig , Maximilian Grünberg , Gabriel Francisco de Oliveira Costa, Luis Guilherme Drees Rodrigues , Suad Ak, Vidoje Matić, Michael Meyer, Davud Vehab, Muhammet Sözer , Onur Saglam , Aytürk Geçim, Kim Herterich                                                                                            |       |             |   |                                                                                |                                                 | |
| 061               | 16.09.2023 | 10:05 | Kroatien    | H | Richard-Hartmann-Halle, Chemnitz, Deutschland                                  | Futsal-Weltmeisterschaft 2024 / Qualifikation   | |
| 061               | Aufstellung: Pavlos Wiegels – Christopher Wittig , Luis Guilherme Drees Rodrigues , Michael Meyer, Fabian Schulz, Onur Saglam , Kim Herterich, Suad Ak, Fouad Aghnima, Gabriel Francisco de Oliveira Costa , Muhammet Sözer |       |             |   |                                                                                |                                                 | |
| 062               | 20.09.2023 | 20:06 | Frankreich  | A | Espace Mayenne, Laval, Frankreich                                              | Futsal-Weltmeisterschaft 2024 / Qualifikation   | |
| 062               | Aufstellung: Pavlos Wiegels – Christopher Wittig , Suad Ak, Michael Meyer, Muhammet Sözer , Onur Saglam, Kim Herterich, Kadir Sentürk, Pedro Strickert Rodrigues N, Gabriel Francisco de Oliveira Costa, Luis Guilherme Drees Rodrigues , Fouad Aghnima |       |             |   |                                                                                |                                                 | |
| 063               | 05.10.2023 | 40:03 | Slowakei    | H | EWS Arena, Göppingen, Deutschland                                              | Futsal-Weltmeisterschaft 2024 / Qualifikation   | |
| 063               | Aufstellung: Pavlos Wiegels , Philipp Pless – Christopher Wittig , Maximilian Grünberg, Luis Guilherme Drees Rodrigues, Michael Meyer, Fabian Schulz, Kim Herterich, Kadir Sentürk, Pedro Strickert Rodrigues, Suad Ak, Fouad Aghnima, Gabriel Francisco de Oliveira Costa, Muhammet Sözer                                                                             |       |             |   |                                                                                |                                                 | |
| 064               | 09.10.2023 | 30:04 | Slowakei    | A | Športová Hala, Levice, Slowakei                                                | Futsal-Weltmeisterschaft 2024 / Qualifikation   | |
| 064               | Aufstellung: Pavlos Wiegels, Philipp Pless – Christopher Wittig , Maximilian Grünberg, Pedro Strickert Rodrigues, Michael Meyer, Fabian Schulz , Onur Saglam , Kadir Sentürk, Luis Guilherme Drees Rodrigues, Suad Ak , Fouad Aghnima, Gabriel Francisco de Oliveira Costa, Muhammet Sözer                                                                             |       |             |   |                                                                                |                                                 | |
| 065               | 15.12.2023 | 0:04  | Kroatien    | A | Športska dvorana Vijuš, Slavonski Brod, Kroatien                               | Futsal-Weltmeisterschaft 2024 / Qualifikation   | |
| 065               | Aufstellung: Philipp Pless, Christian de Groodt – Christopher Wittig , Maximilian Grünberg, Luis Guilherme Drees Rodrigues, Gabriel Francisco de Oliveira Costa, Vidoje Matić, Michael Meyer , Suad Ak, Muhammet Sözer, Kim Herterich, Fabian Schulz, Fouad Aghnima, Pedro Strickert Rodrigues                                                                         |       |             |   |                                                                                |                                                 | |
| 066               | 20.12.2023 | 10:03 | Frankreich  | H | BallsportArena Dresden, Dresden, Deutschland                                   | Futsal-Weltmeisterschaft 2024 / Qualifikation   | |
| 066               | Aufstellung: Pavlos Wiegels, Philipp Pless – Christopher Wittig , Maximilian Grünberg, Vidoje Matić, Gabriel Francisco de Oliveira Costa, Luis Guilherme Drees Rodrigues, Muhammet Sözer, Kim Herterich, Fabian Schulz, Pedro Strickert Rodrigues, Michael Meyer, Suad Ak , Fouad Aghnima                                                                              |       |             |   |                                                                                |                                                 | |
| 067               | 04.02.2024 | 30:02 | Spanien     | H | f.a.n. frankenstolz arena, Aschaffenburg, Deutschland                          | Freundschaftsspiel                              | |
| 067               | Aufstellung: Philipp Pless, Pavlos Wiegels, Christian de Groodt – Christopher Wittig , Maximilian Grünberg, Gianluca Alessandro N, Michael Meyer, Muhammet Sözer, Kim Herterich, Onur Saglam, Pedro Strickert Rodrigues, Gabriel Francisco de Oliveira Costa , Luis Guilherme Drees Rodrigues, Fouad Aghnima                                                           |       |             |   |                                                                                |                                                 | |
| 068               | 06.02.2024 | 0:09  | Spanien     | H | Buderus Arena Wetzlar, Wetzlar, Deutschland                                    | Freundschaftsspiel                              | |
| 068               | Aufstellung: Christian de Groodt, Pavlos Wiegels, Philipp Pless – Christopher Wittig, Maximilian Grünberg, Gianluca Alessandro, Michael Meyer, Muhammet Sözer, Kim Herterich, Onur Saglam, Pedro Strickert Rodrigues, Gabriel Francisco de Oliveira Costa, Luis Guilherme Drees Rodrigues, Fouad Aghnima                                                               |       |             |   |                                                                                |                                                 | |
| 069               | 06.11.2024 | 60:02 | Türkei      | H | KIA Metropol Arena, Nürnberg, Deutschland                                      | Freundschaftsspiel                              | |
| 069               | Aufstellung: Philipp Pless, Pavlos Wiegels – Christopher Wittig , Luis Guilherme Drees Rodrigues , Michael Meyer, Kim Herterich, Onur Saglam, Theodoros Xydias N, Pedro Strickert Rodrigues, Matias Block N , Maximilian Grünberg, Fouad Aghnima , Suad Ak , Muhammet Sözer                                                                                            |       |             |   |                                                                                |                                                 | |
| 070               | 12.12.2024 | 0:06  | Rumänien    | A | Sporthalle, Târgu Mureș, Rumänien                                              | Futsal-Europameisterschaft 2026 / Qualifikation | |
| 070               | Aufstellung: Pavlos Wiegels, Philipp Pless – Christopher Wittig , Lukas Dorfschmid N, Gabriel Francisco de Oliveira Costa, Michael Meyer, Kim Herterich, Onur Saglam, Matias Block, Fabian Schulz, Maximilian Grünberg, Fouad Aghnima, Suad Ak , Muhammet Sözer |       |             |   |                                                                                |                                                 | |
| 071               | 18.12.2024 | 20:01 | Zypern      | H | SWT-Arena, Trier, Deutschland                                                  | Futsal-Europameisterschaft 2026 / Qualifikation | |
| 071               | Aufstellung: Philipp Pless, Pavlos Wiegels – Christopher Wittig, Maximilian Grünberg, Lukas Dorfschmid, Michael Meyer, Suad Ak, Muhammet Sözer, Kim Herterich, Onur Saglam , Jilo Hirosawa, Gabriel Francisco de Oliveira Costa, Fouad Aghnima, Matias Block |       |             |   |                                                                                |                                                 | |
| 072               | 31.01.2025 | 30:05 | Ukraine     | H | EWS Arena, Göppingen, Deutschland                                              | Futsal-Europameisterschaft 2026 / Qualifikation | |
| 072               | Aufstellung: Pavlos Wiegels , Aykut Bayar – Gabriel Francisco de Oliveira Costa , Maximilian Grünberg, Michael Meyer, Suad Ak , Muhammet Sözer, Kim Herterich, Onur Saglam, Fabian Schulz, Jilo Hirosawa, Fouad Aghnima, Matias Block , Ermin Kojic N |       |             |   |                                                                                |                                                 | |
| 073               | 04.02.2025 | 0:09  | Ukraine     | * | Arena Chișinău, Chișinău, Moldau                                               | Futsal-Europameisterschaft 2026 / Qualifikation | |
| 073               | Aufstellung: Pavlos Wiegels – Michael Meyer, Carlos Neves N, Kim Herterich, Fouad Aghnima, Theodoros Xydias, Fabian Schulz, Davud Vehab N, Ermin Kojic, Gabriel Francisco de Oliveira Costa, Suad Ak, Muhammet Sözer , Onur Saglam |       |             |   |                                                                                |                                                 | |
| 074               | 11.04.2025 | 20:01 | Rumänien    | H | BallsportArena Dresden, Dresden, Deutschland                                   | Futsal-Europameisterschaft 2026 / Qualifikation | |
| 074               | Aufstellung: |       |             |   |                                                                                |                                                 | |
| 075               | 15.04.2025 | 40:01 | Zypern      | A | Eleftheria Indoor Hall, Nikosia, Zypern                                        | Futsal-Europameisterschaft 2026 / Qualifikation | |
| 075               | Aufstellung: |       |             |   |                                                                                |                                                 | |
| Stand: 04.02.2025 | |       |             |   |                                                                                |                                                 | |

## Statistik
In der Statistik werden nur die offiziellen Länderspiele berücksichtigt. (Bilanz der inoffiziellen Länderspiele: 2 Spiele, 0 Siege, 0 Unentschieden, 2 Niederlagen, 0:9 Tore)

- Sp. = Spiele
- S = Siege
- U = Unentschieden
- N = Niederlagen
- Hintergrundfarbe grün = positive Bilanz
- Hintergrundfarbe gelb = ausgeglichene Bilanz
- Hintergrundfarbe rot = negative Bilanz

### Länderspielbilanzen nach Kontinentalverbänden
| Kontinentalverband                 | Sp.  | S    | U    | N    | Tordifferenz | Tordifferenz |
| ---------------------------------- | ---- | ---- | ---- | ---- | ------------ | ------------ |
| AFC (Asien)                        | 0002 | 0000 | 0001 | 0001 | 0000:0002    | −0002        |
| CAF (Afrika)                       | 0000 | 0000 | 0000 | 0000 | 0000:0000    | ±0000        |
| CONCACAF (Nord- und Mittelamerika) | 0000 | 0000 | 0000 | 0000 | 0000:0000    | ±0000        |
| CONMEBOL (Südamerika)              | 0000 | 0000 | 0000 | 0000 | 0000:0000    | ±0000        |
| OFC (Ozeanien)                     | 0000 | 0000 | 0000 | 0000 | 0000:0000    | ±0000        |
| UEFA (Europa)                      | 0071 | 0023 | 0012 | 0036 | 0190:0266    | −0076        |
| Gesamt                             | 0073 | 0023 | 0013 | 0037 | 0190:0268    | −0078        |
| Stand: 04.02.2025                  |      |      |      |      |              |              |

### Länderspielbilanzen nach Gegnern
| Land              | Kontinentalverband | Sp.  | S    | U    | N    | Torverhältnis | Tordifferenz |
| ----------------- | ------------------ | ---- | ---- | ---- | ---- | ------------- | ------------ |
| Armenien          | UEFA               | 0001 | 0000 | 0000 | 0001 | 0003:0005     | −0002        |
| Belgien           | UEFA               | 0002 | 0000 | 0000 | 0002 | 0007:0014     | −0007        |
| Dänemark          | UEFA               | 0005 | 0002 | 0000 | 0003 | 0016:0018     | −0002        |
| England           | UEFA               | 0004 | 0001 | 0003 | 0000 | 0012:0010     | +0002        |
| Estland           | UEFA               | 0001 | 0001 | 0000 | 0000 | 0005:0004     | +0001        |
| Frankreich        | UEFA               | 0003 | 0000 | 0000 | 0003 | 0006:0016     | −0010        |
| Gibraltar         | UEFA               | 0001 | 0001 | 0000 | 0000 | 0008:0000     | +0008        |
| Georgien          | UEFA               | 0004 | 0000 | 0000 | 0004 | 0005:0015     | −0010        |
| Israel            | UEFA               | 0001 | 0000 | 0001 | 0000 | 0002:0002     | ±0000        |
| Japan             | AFC                | 0002 | 0000 | 0001 | 0001 | 0000:0002     | −0002        |
| Kosovo            | UEFA               | 0001 | 0001 | 0000 | 0000 | 0008:0004     | +0004        |
| Kroatien          | UEFA               | 0002 | 0000 | 0000 | 0002 | 0001:0009     | −0008        |
| Lettland          | UEFA               | 0004 | 0001 | 0001 | 0002 | 0009:0016     | −0007        |
| Moldau            | UEFA               | 0001 | 0000 | 0001 | 0000 | 0003:0003     | ±0000        |
| Montenegro        | UEFA               | 0001 | 0000 | 0001 | 0000 | 0003:0003     | ±0000        |
| Niederlande       | UEFA               | 0003 | 0001 | 0000 | 0002 | 0009:0012     | −0003        |
| Norwegen          | UEFA               | 0001 | 0000 | 0001 | 0000 | 0002:0002     | ±0000        |
| Österreich        | UEFA               | 0003 | 0001 | 0002 | 0000 | 0008:0007     | +0001        |
| Portugal          | UEFA               | 0001 | 0000 | 0000 | 0001 | 0000:0005     | −0005        |
| Rumänien          | UEFA               | 0001 | 0000 | 0000 | 0001 | 0000:0006     | −0006        |
| San Marino        | UEFA               | 0001 | 0001 | 0000 | 0000 | 0005:0000     | +0005        |
| Schweden          | UEFA               | 0006 | 0003 | 0000 | 0003 | 0020:0020     | ±0000        |
| Schweiz           | UEFA               | 0004 | 0003 | 0000 | 0001 | 0013:0011     | +0002        |
| Slowakei          | UEFA               | 0004 | 0001 | 0002 | 0001 | 0008:0008     | ±0000        |
| Slowenien         | UEFA               | 0002 | 0000 | 0000 | 0002 | 0001:0009     | −0008        |
| Spanien           | UEFA               | 0002 | 0001 | 0000 | 0001 | 0003:0011     | −0008        |
| Tschechien        | UEFA               | 0005 | 0000 | 0000 | 0005 | 0009:0031     | −0022        |
| Türkei            | UEFA               | 0002 | 0002 | 0000 | 0000 | 0009:0004     | +0004        |
| Ukraine           | UEFA               | 0002 | 0000 | 0000 | 0002 | 0003:0014     | −0011        |
| Wales             | UEFA               | 0002 | 0002 | 0000 | 0000 | 0010:0006     | +0004        |
| Zypern            | UEFA               | 0001 | 0001 | 0000 | 0000 | 0002:0001     | +0001        |
| Gesamt            | Gesamt             | 0073 | 0023 | 0013 | 0037 | 0190:0268     | −0078        |
| Stand: 04.02.2025 |                    |      |      |      |      |               |              |

### Länderspielbilanzen nach Anlässen
| Anlass                           | Sp.  | S    | U    | N    | Torverhältnis | Tordifferenz |
| -------------------------------- | ---- | ---- | ---- | ---- | ------------- | ------------ |
| Freundschaftsspiele              | 0029 | 0009 | 0006 | 0014 | 0070:0105     | −0035        |
| EM-Qualifikationsspiele          | 0012 | 0005 | 0001 | 0006 | 0036:0050     | −0014        |
| Europameisterschaftsspiele       | 0000 | 0000 | 0000 | 0000 | 0000:0000     | ±0000        |
| WM-Qualifikationsspiele          | 0021 | 0007 | 0004 | 0010 | 0050:0063     | −0013        |
| Weltmeisterschaftsspiele         | 0000 | 0000 | 0000 | 0000 | 0000:0000     | ±0000        |
| DFB-Futsal-4-Nationen-Cup        | 0009 | 0002 | 0001 | 0006 | 0028:0043     | −0015        |
| Sportstadt Düsseldorf Futsal-Cup | 0002 | 0000 | 0001 | 0001 | 0006:0007     | −0001        |
| Gesamt                           | 0073 | 0023 | 0013 | 0037 | 0190:0268     | −0078        |
| Stand: 04.02.2025                |      |      |      |      |               |              |

### Länderspielbilanzen nach Spielorten
| Spielart                       | Sp.  | S    | U    | N    | Torverhältnis | Tordifferenz |
| ------------------------------ | ---- | ---- | ---- | ---- | ------------- | ------------ |
| Heimspiele (H)                 | 0031 | 0014 | 0005 | 0012 | 0093:0096     | −0003        |
| Spiele auf neutralem Platz (*) | 0014 | 0005 | 0001 | 0008 | 0043:0062     | −0019        |
| Auswärtsspiele (A)             | 0028 | 0004 | 0007 | 0017 | 0054:0110     | −0056        |
| Gesamt                         | 0073 | 0023 | 0013 | 0037 | 0190:0268     | −0078        |
| Stand: 04.02.2025              |      |      |      |      |               |              |

### Länderspielbilanzen nach Austragungsorten
| Austragungsort       | Land        | Sp.  | S    | U    | N    | Torverhältnis | Tordifferenz |
| -------------------- | ----------- | ---- | ---- | ---- | ---- | ------------- | ------------ |
| Aschaffenburg        | Deutschland | 0001 | 0001 | 0000 | 0000 | 0003:0002     | +0001        |
| Bielefeld            | Deutschland | 0001 | 0001 | 0000 | 0000 | 0003:0001     | +0002        |
| Burton upon Trent    | England     | 0002 | 0000 | 0002 | 0000 | 0004:0004     | ±0000        |
| Chemnitz             | Deutschland | 0001 | 0000 | 0000 | 0001 | 0001:0005     | −0004        |
| Chișinău             | Moldau      | 0001 | 0000 | 0000 | 0001 | 0000:0009     | −0009        |
| Dresden              | Deutschland | 0003 | 0000 | 0001 | 0002 | 0004:0009     | −0005        |
| Duisburg             | Deutschland | 0001 | 0000 | 0001 | 0000 | 0000:0000     | ±0000        |
| Düsseldorf           | Deutschland | 0005 | 0002 | 0001 | 0002 | 0016:0015     | +0001        |
| Gävle                | Schweden    | 0001 | 0001 | 0000 | 0000 | 0004:0002     | +0002        |
| Gentofte             | Dänemark    | 0002 | 0000 | 0000 | 0002 | 0004:0008     | −0004        |
| Göppingen            | Deutschland | 0003 | 0002 | 0000 | 0001 | 0011:0010     | +0001        |
| Hamburg              | Deutschland | 0007 | 0003 | 0002 | 0002 | 0027:0016     | +0011        |
| Hohenstein-Ernstthal | Deutschland | 0002 | 0000 | 0000 | 0002 | 0005:0010     | −0005        |
| Jelgava              | Lettland    | 0004 | 0001 | 0001 | 0002 | 0012:0017     | −0005        |
| Karlskrona           | Schweden    | 0002 | 0001 | 0000 | 0001 | 0007:0008     | −0001        |
| Kidričevo            | Slowenien   | 0001 | 0000 | 0000 | 0001 | 0001:0005     | −0004        |
| Laval                | Frankreich  | 0001 | 0000 | 0000 | 0001 | 0002:0006     | −0004        |
| Levice               | Slowakei    | 0002 | 0000 | 0001 | 0001 | 0003:0004     | −0001        |
| Ludwigsburg          | Deutschland | 0001 | 0001 | 0000 | 0000 | 0005:0003     | +0002        |
| Maria Enzersdorf     | Österreich  | 0002 | 0000 | 0002 | 0000 | 0004:0004     | ±0000        |
| Maribor              | Slowenien   | 0001 | 0000 | 0000 | 0001 | 0000:0004     | −0004        |
| Muri bei Bern        | Schweiz     | 0001 | 0001 | 0000 | 0000 | 0004:0003     | +0001        |
| Neu-Ulm              | Deutschland | 0002 | 0001 | 0000 | 0001 | 0008:0012     | −0004        |
| Nürnberg             | Deutschland | 0001 | 0001 | 0000 | 0000 | 0006:0002     | +0004        |
| Pilsen               | Tschechien  | 0001 | 0000 | 0000 | 0001 | 0002:0013     | −0011        |
| Sandefjord           | Norwegen    | 0004 | 0001 | 0001 | 0002 | 0011:0014     | −0003        |
| Siggenthal           | Schweiz     | 0001 | 0000 | 0000 | 0001 | 0002:0004     | −0002        |
| Slavonski Brod       | Kroatien    | 0001 | 0000 | 0000 | 0001 | 0000:0004     | −0004        |
| Stuttgart            | Deutschland | 0001 | 0001 | 0000 | 0000 | 0002:0001     | +0001        |
| Târgu Mureș          | Rumänien    | 0001 | 0000 | 0000 | 0001 | 0000:0006     | −0006        |
| Tiflis               | Georgien    | 0006 | 0003 | 0001 | 0002 | 0021:0019     | +0002        |
| Trier                | Deutschland | 0001 | 0001 | 0000 | 0000 | 0002:0001     | +0001        |
| Viseu                | Portugal    | 0003 | 0000 | 0000 | 0003 | 0002:0015     | −0013        |
| Wetzlar              | Deutschland | 0001 | 0000 | 0000 | 0001 | 0000:0009     | −0009        |
| Zeist                | Niederlande | 0005 | 0001 | 0000 | 0004 | 0014:0023     | −0009        |
| Gesamt               | Gesamt      | 0073 | 0023 | 0013 | 0037 | 0190:0268     | −0078        |
| Stand: 04.02.2025    |             |      |      |      |      |               |              |

### Spielergebnisse
|                   |   | Gegentore |   |   |   |   |   |   |   |    |    |    |    |   |   |
| 0                 | 1 | 2         | 3 | 4 | 5 | 6 | 7 | 8 | 9 | 10 | 11 | 12 | 13 |   |   |
| Tore              | 0 | 2         | - | 1 | 1 | 2 | 1 | 1 | - | -  | 2  | -  | -  | - | - |
| Tore              | 1 | -         | 1 | - | 5 | 1 | 4 | - | - | -  | -  | -  | -  | - | - |
| Tore              | 2 | -         | 2 | 6 | 1 | 4 | 2 | 1 | 1 | -  | -  | -  | -  | - | 1 |
| Tore              | 3 | -         | 1 | 4 | 4 | 2 | 2 | - | 1 | -  | -  | -  | -  | - | - |
| Tore              | 4 | -         | - | 2 | 4 | - | - | 2 | 1 | -  | -  | -  | -  | - | - |
| Tore              | 5 | 1         | - | 1 | 2 | 1 | - | - | - | -  | -  | 1  | -  | - | - |
| Tore              | 6 | -         | - | 1 | - | 1 | - | - | - | -  | -  | -  | -  | - | - |
| Tore              | 7 | -         | - | - | - | 1 | - | - | - | -  | -  | -  | -  | - | - |
| Tore              | 8 | 1         | - | - | - | 1 | - | - | - | -  | -  | -  | -  | - | - |
| Stand: 04.02.2025 |   |           |   |   |   |   |   |   |   |    |    |    |    |   |   |

### Trainer
| Nr.               | Name            | erstes Spiel | letztes Spiel | Sp.  | S    | U    | N    | Torverhältnis | Tordifferenz |
| ----------------- | --------------- | ------------ | ------------- | ---- | ---- | ---- | ---- | ------------- | ------------ |
| 1                 | Paul Schomann   | 30.10.2016   | 29.01.2017    | 0005 | 0002 | 0002 | 0001 | 0019:0018     | +0001        |
| 2                 | Marcel Loosveld | 10.09.2017   | aktiv         | 0068 | 0021 | 0011 | 0036 | 0171:0250     | −0079        |
| Gesamt            | Gesamt          | Gesamt       | Gesamt        | 0073 | 0023 | 0013 | 0037 | 0190:0268     | −0078        |
| Stand: 04.02.2025 |                 |              |               |      |      |      |      |               |              |

## Weitere Spiele

### Spiele gegen Vereinsmannschaften
| Nr. | Datum | Erg. | Gegner       |   | Austragungsort                                 | Anlass         |
| --- | --- | ---- | ------------ | - | ---------------------------------------------- | -------------- |
| –   | 06.02.2018 | 1:11 | FC Barcelona | A | Balaguer (ESP), Pavelló Poliesportiu Municipal | Trainingsspiel |
| –   | Aufstellung: Rainer Schreiber-Fernández, Pavlos Wiegels – Durim Elezi, Aytürk Geçim, Timo Heinze , Jonas Hoffmann, Niclas Hoffmans, Sandro Jurado García, Onur Sağlam, Muhammet Sözer, Danijel Šuntić, Stefan Winkel, Christopher Wittig , Nico-Florian Zankl |      |              |   |                                                |                |